# Henri Mollin
 (avril 2016).
Jules Henri Mollin, né le 22 avril 1867 à Saint-Paul-lès-Monestier (Isère) et mort le 24 septembre 1958 dans le 16e arrondissement de Paris, est un officier français impliqué dans le scandale de l'affaire des fiches au début du XXe siècle.

## Biographie
Fils de paysan, Henri Mollin s'engage dans l'armée en 1886. D'abord nommé sous-officier, il devient élève officier à l'École militaire d'infanterie de Saint-Maixent en 1891. Très bien noté à l'École militaire d'infanterie, il en sort 26e sur 335.
Sous-lieutenant en 1892 puis lieutenant en 1894, il sert au sein du 76e Régiment d'Infanterie, appartenant à la division commandée par le général André, quand il est nommé officier d'ordonnance du ministre de la guerre le 30 mai 1900. Il est promu capitaine en novembre de la même année et épouse en 1901 Suzanne Thibault, fille de Anatole France.
Apprécié pour sa conduite et sa tenue, il passe cependant pour susceptible et ombrageux. En 1894, il a une discussion violente avec un de ses camarades qui aboutit à un duel ; en 1896, on le dit raide, pénétré de sa valeur. Pour le général Percin, chef du cabinet du général André, il faut attribuer ses dispositions d'esprit à son état de santé et aussi à son manque d'intelligence. Le secrétaire-adjoint du Grand Orient de France Jean-Baptiste Bidegain est du même avis : "son beau-père Anatole France et beaucoup de gens importants m'avaient dit tenir en médiocre estime sa valeur intellectuelle." Ses rapports avec les membres du cabinet du ministre sont difficiles. Le général Percin, chef de cabinet du général André, note en 1902 : "Le capitaine Mollin devient de plus en plus ombrageux. Il ne voit que des traîtres autour de lui. (...). Le capitaine Mollin me paraît atteint de la manie de la persécution." En 1901, le chef de cabinet avait déjà dû intervenir et étouffer l'affaire après une altercation suivie de voies de fait.
Le capitaine Mollin a été choisi par le général André pour son républicanisme. Ce jacobin voit dans le programme de républicanisation de l'armée la possibilité de sélectionner l'élite militaire, étant entendu pour lui que "le cerveau qui est capable de bien s'adapter à l'idée républicaine doit (...), d'une façon générale, être supérieur, non seulement dans le domaine des abstractions, mais aussi dans celui des réalités concrètes (...)."
Persuadé de l'imminence d'un coup de force, Mollin voit dans l'armée le centre d'un complot. La haine transparaît dans ses propos sur l'État-Major, "... ce réceptacle de la quintessence jésuitière, cette sentine (...), ce repaire d'où partaient tous les mots d'ordres de la conspiration clérico-militaire". Rejeté par ses camarades de régiment pour ses idées, il entend profiter de ses nouvelles fonctions pour favoriser les libres penseurs. Membre de la loge L'Avenir, connaissant le sénateur Frédéric Desmons, président du Grand Orient de France, il devient rapidement l'intermédiaire obligé entre le ministère de la Guerre et le rue Cadet.
L’équipe qui s’occupe des fiches rue Saint-Dominique est restreinte, une dizaine d’hommes en tout. Le général Percin, chef du cabinet, s’adjoint le capitaine Mollin comme secrétaire particulier pour diriger les opérations. Celui-ci s’installe alors dans le grand salon de réception du ministère qui communique directement avec le bureau du chef de cabinet. Dans son livre sur l’affaire, le capitaine Mollin évoque le fonctionnement du service des fiches qui occupe la majeure partie de sa journée et de celle de son secrétaire. Le service est divisé suivant la provenance des renseignements : ceux du Grand Orient de France, ceux du commandant Pasquier, ceux des préfectures et les lettres anonymes. Mollin s’occupe pour sa part des fiches du Grand Orient. Le capitaine récupère tous les matins une liste de noms dans le bureau du chef de cabinet et demande alors au secrétaire général Vadecard de lui fournir les renseignements. Percin l’appelle également dans la journée pour lui donner d’autres noms. Les lettres sont envoyées à bicyclette ou postées au Grand Orient. Les renseignements, une fois récupérés, sont montrés au chef du cabinet, numérotés, classés et inscrits dans les registres Corinthe et Carthage. Pour les tableaux d’avancement, le nom des officiers est accompagné d’un trait rouge ou bleu en fonction de la correction politique. Mollin affirme que pour le seul tableau d’avancement de 1903-1904, le ministre dû voir le résumé de plus de 3 000 fiches. Percin remet également à Mollin des listes d’officiers déjà catalogués comme bons ou mauvais qu’il s’agit alors de transformer en fiches.Gaston Calmette en a publié une dans Le Figaro du 29 octobre avec l’annotation suivante attribuée sans doute à tort à Mollin :
« à défaut d’autre renseignement donner 15 à ceux de gauche et 5 à ceux de droite ».
Pour Mollin, le chef de cabinet, malgré ses interventions auprès du président du Conseil, a recueilli des renseignements jusqu’à son départ de la rue Saint-Dominique. C’est d’ailleurs selon lui le général Percin en personne qui demande à Vadecard « d’étendre le service » jusqu’au grade de lieutenant alors qu’il n’était prévu au départ que pour les grades supérieurs. Cependant, après les premières fuites au ministère, fin 1902, le général Percin préfère se séparer de Mollin qui passe alors à la direction de l’infanterie, direction « de beaucoup la plus importante du ministère » selon le capitaine. Mollin continue néanmoins sa correspondance et s’il en reconnaît le danger, il rappelle « la nécessité d’une véritable offensive » républicaine contre le parti de la réaction. Une demande de renseignements adressée à Narcisse-Amédée Vadecard est ainsi rédigée par Mollin le 15 avril 1904 :
		« Mon cher ami,
Ci-inclus une liste d’officiers ayant demandé à passer dans des garnisons meilleures. Voulez-vous avoir la complaisance de nous renseigner le plus tôt possible sur leur compte. (…).
	A vous bien affectueusement. »
	Le capitaine Mollin donne des renseignements au Grand Orient comme encouragement et s’étonne naïvement dans son livre qu’ils aient été conservés et non brûlés. Il déclare avoir toujours ignoré que le Grand Orient classait toute la correspondance. Il affirme que les fiches maçonnes étaient simplement indicatives, ce qui semble inexact ; ce sont les fiches des préfets qui l’étaient. Mollin écrit en effet à Vadecard qu’il ne fait pas vraiment confiance à la voie préfectorale parce que : « quelques préfets sont plutôt mélinistes que radicaux, ils seront naturellement enclins à les signaler (les officiers) comme très corrects, même s’ils ne le sont pas du tout. » Le capitaine Mollin est cité comme délateur dans la liste publiée par Jean Guyot de Villeneuve en 1905. Il y est indiqué comme l’auteur de cinq fiches, dont celles des généraux André, Castex et Passérieu.
Le scandale des Fiches est fatal à la carrière militaire du capitaine Mollin. Il cesse ses fonctions d'officier d’ordonnance du Ministre de la Guerre le 4 novembre 1904 et sa démission de l'armée est aussitôt acceptée par décision présidentielle du 15 novembre 1904.
Sa reconversion professionnelle s'effectue dans un lointain anonymat colonial : en 1912, il occupait la rémunératrice fonction de trésorier-payeur des colonies en poste à Bamako.
Jules Henri Mollin était officier du Mérite agricole et officier de l'instruction publique.

## Les autres officiers impliqués dans le service des fiches au ministère
Le capitaine Mollin est aidé dans sa tâche de fichage par plusieurs officiers du cabinet : les capitaines Targe et Lemerle, les commandants Coste, Lejaille et Bernard et le lieutenant de vaisseau Violette. Les frères Lemerle et Violette le remplacent pendant ses congés et Coste est désigné par le nouveau chef de cabinet, le colonel Valabrègue, comme successeur de Mollin après sa démission le 29 octobre 1904. Lemerle quitte le cabinet en 1904 mais profite de son nouveau poste parisien pour ficher de nombreux officiers. Il est indiqué comme délateur par Guyot de Villeneuve. De même, le commandant Lejaille, officier d’ordonnance du général André, quitte le ministère en 1902 mais continue à ficher ses camarades. Le commandant Bernard est chargé pour sa part du service des lettres anonymes. Selon Paul Fesch, c’est le ministre de la Guerre, son parent, qui lui remettait lui-même, chaque jour, les dénonciations reçues. Le commandant, après étude, mettait une « cote d’amour », de 0 à 20 et les transmettait à Mollin. Le capitaine Targe est quant à lui chargé par André de l’affaire Dreyfus. Il utilise Le Monument Henry, publié en 1899, recensant les noms des participants à la souscription de La Libre Parole, pour écarter les antidreyfusards et favoriser les autres.